# La cameriera seduce i villeggianti
La cameriera seduce i villeggianti è un film del 1980 diretto da Aldo Grimaldi.

## Trama
Marina e Orazio sono una coppia che gestisce un albergo, indebitata con Amedeo: per ottenere una dilazione, escogitano all'insaputa dell'altro un duplice tradimento coi rispettivi creditori. Frattanto l'unico cliente dell'albergo è uno spacciatore che nasconde della droga da consegnare a un "marsigliese" in cambio d'una grossa somma; per un banale equivoco il primo finisce intrappolato nella stanza della cameriera vogliosa, mentre il secondo consegna per errore il denaro proprio a Orazio, grazie al quale potrà saldare interamente il debito.

## Curiosità
- All'interno del film è ascoltabile più volte la musica Discomania di Piero Umiliani del 1978, che verrà utilizzata in seguito per quasi tutti gli anni ottanta come sigla finale della trasmissione calcistica della Rai 90º minuto.